# Casino de San Remo
El Casino Municipal es una de las cuatro casas de juego italianas. Tiene su sede en la ciudad de San Remo, en un edificio en estilo Liberty proyectado por el arquitecto francés Eugène Ferret.

## Historia

### Primeros años
Se inauguró el 14 de enero de 1905, en los tiempos del alcalde Augusto Mombello, con el nombre de Kurzaal. Durante una de las primeras noches importantes el Dr. Andrea Fileti fue asesinado en circunstancias sospechosas. Gestionado durante los primeros dos años por el arquitecto parisino Eugène Ferret, fue un teatro donde se organizaban fiestas, recepciones, espectáculos y conciertos. Al interior de este, eran practicados juegos de azar, como, por otra parte, sucedía en la mayor parte de las ciudades turísticas, pero sin ninguna autorización oficial, sólo con el consentimiento de las administraciones locales. Los primeros crupieres que operaron en la casa de juego provenían de Ostenda, en Bélgica, donde existía una renombrada escuela.
En 1927 fue nombrado podestà de la ciudad de San Remo el ingeniero Pietro Agosti, el cual, tras un largo trabajo de maquinaciones, requiriendo también la intervención directa de Benito Mussolini, obtuvo el Real Decreto del 22 de diciembre de 1927, que sancionó oficialmente el nacimiento del Casino de San Remo, en el cual poder practicar legalmente juegos de azar. El Casino de San Remo abrió oficialmente sus puertas el 21 de enero de 1928 con una noche de gala inaugural. La concesión, entretanto, había sido confiada oficialmente a la Società Anonima Casinò Municipale di Sanremo, dirigida por Luigi De Santis.
Inmediatamente se llevó a cabo una asamblea que decidió la ampliación de las instalaciones creando dos nuevas alas, la remodelación del salón interior en estilo '500 y las dos cúpulas laterales visibles sobre la fachada.
Numerosas fueron las actividades paralelas que se desarrollaron en su interior, como el Torneo internacional de ajedrez de San Remo celebrado en 1930.
Desde 1913 el Casino tuvo también su conexión de tranvía: la parada del tranvía Ospedaletti-San Remo-Taggia, ubicada frente al edificio, estaba dotada de una pista doble que a veces funcionaba, en horas de la noche, de estación terminal para servicios especiales dedicados.
El 14 de abril de 1934, la sociedad cambió oficialmente de nombre a Società Anonima Iniziative Turistiche (SAIT). En octubre del mismo año, a causa de la muerte de De Santis, las acciones pasaron a su esposa Maria Strambini, que, en los primeros meses de 1935, las cedió a Angelo Belloni, quien asumió la dirección.
En junio de 1940, fue cerrado por decreto del Ministerio del Interior por causa de la guerra. Reabrió una vez concluido el conflicto.

### La posguerra
Después de los años del conflicto, el casino reabre oficialmente la noche del 31 de diciembre de 1945. En la primavera de 1948, la sociedad concesionaria, CIRT (Compagnia Italiana di Ricostruzione Turismo), fue apartada, de modo que el Ministerio del Interior, el 25 de febrero de 1948, comisionó el casino al prefecto Giacomo Omodeo Salè, el cual logró arreglar la situación que, anteriormente, estaba fuera de control. Junto a la normal gestión del casino, muchas veladas recordaban nuevamente a San Remo la clientela de la primera posguerra. Al final de 1949, la licitación asignó un nuevo concesionario de la casa de juego, el comendador Pier Busseti.
El 29 de enero de 1951, en el Salón de fiestas se desarrolló la primera edición del Festival de San Remo, presentado por Nunzio Filogamo. El casino fue sede del Festival de la Canción Italiana ininterrumpidamente de 1951 a 1976; en 1977 se trasladó al Teatro Ariston.
El 19 de febrero de 1953, después de la muerte del comendador Pier Busseti, la concesión del casino fue confiada a la sociedad ATA del industrial milanés, así como presidente del Inter, Carlo Masseroni. En enero de 1959, la dirección de la ATA fue tomada por el abogado Luigi Bertolini, propietario del albergue Real. Durante la gestión Bertolini, estalló un escándalo de sobornos que se extendió a la administración comunal, incluyendo al alcalde Viale. El 16 de febrero de 1969 el casino fue intervenido. En el verano de 1972, estalló un segundo escándalo relativo a la desaparición de aproximadamente dos millones de liras por año, demostrando el fracaso de la gestión pública.
El 3 de enero de 1980, el concejal liberal Gigi Semiglia denunció que los créditos del Casino eran repartidos por una señora, que se aprovechaba de su amistad con el presidente de la comisión que gestionaba la Casa de Juego, Egidio Lupi, para concederlos ilegalmente a los clientes del Casino. Las acusaciones lanzadas por Semiglia provocaron la dimisión de Lupi, que sería sustituido, el 1 de junio, por el contador Antonio Semeria. Entretanto, en los primeros meses de 1980, el Consejo Comunal aprobó el nuevo plan regulador general. Además, en el mes de junio se llevaron a cabo elecciones administrativas, que sancionaron una nueva victoria de los democristianos, que en octubre habrían de reelegir como alcalde a Osvaldo Vento, para un segundo mandado al frente de una Junta constituida por los mismos concejales de la precedente. Mientras tanto, el presidente de la comisión administrativa encargada del control del Casino, Semeria, decidía adoptar unas severas medidas de control destinadas a interrumpir la influencia del crimen organizado, que, se suponía, envolvía a la mayor parte de los empleados de la Casa de Juego. La primera medida adoptada por Semeria fue la de reclamar para sí la composición de los equipos destinados a las varias mesas de ruleta, pero la situación se precipitó cuando, a finales de agosto, un asesino a sueldo, luego identificado como el exconvicto Antonio Rosapinta, atentaba en contra de Mazzini. Este era el vicedirector del contralor comunal Luigi Garfì, y fue señalado como sospechoso de haber sugerido a Semeria de interferir en la composición de los equipos encargados del control de los juegos. A principios de enero de 1981, Semeria continuó en su obra de limpieza despidiendo al gerente general de los juegos, Stefano Carabalona, y suspendiendo el servicio de chemin de Angelo Semeria. La presunta corrupción de los empleados del casino, llevó a que, pocos días después, la magistratura sanremense lanzara un operativo, realizado al alba del 27 de enero, en el curso del cual doscientos policías, carabineros y financistas, provenientes de San Remo, Imperia, Ventimiglia, Génova y Turín, arrestaron en sus habitaciones a dieciocho croupiers y treinta clientes; mientras la autoridad judicial emitía treinta y cinco comunicaciones judiciales a otros tantos sospechosos, entre ellos croupiers y clientes. Luego del operativo, el Casino se mantuvo cerrado por tres días. Después, el ministro del Interior, Virginio Rognoni, invitó el alcalde Vento a presentar, en abril del 1982, la fecha de vencimiento de la concesión para ejercer juegos de azar, una nueva fórmula de gestión para la Casa de Juego sanremense, que habría de estar bajo administración privada. Mientras tanto, se ampliaba el círculo de personas involucradas en la investigación judicial seguida al operativo de enero de 1981, tanto que, en el mes de mayo siguiente, los investigados por la magistratura ascendían ya a ciento veinte, de los cuales ciento dieciocho habrían de ser enviados a juicio por robo y asociación para delinquir.
En 1981, el Consejo Comunal tomó la decisión de confiar el Casino, después de catorce años de administración municipal, a un ente privado, formándose una comisión especial, presidida por el concejal democristiano Roberto Andreaggi, encargada de examinar las ofertas para la licitación. Poco tiempo después de que Leone Pippione asumiera el cargo de presidente de la Administración Provincial de Imperia, Antonio Semeria, el alcalde Vento, el expresidente Egidio Lupi y el asesor Enzo Ligato eran absueltos de la acusación de omisión de actos de oficio (omissione di atti di ufficio), por no haber intervenido con prontitud para impedir los robos al Casino. A principios de diciembre, empezaba el proceso a los ciento dieciocho croupiers y clientes involucrados en los robos a la Casa de Juego, en el recinto de manejo de caballos del área de Solaro. El 23 de diciembre de 1981, el presidente de la comisión de control del Casino, Semeria, presentaba finalmente su dimisión, inmediatamente aceptada por el ministro del Interior. El 19 de marzo de 1982, el Fiscal del proceso del Solaro, Rocco Blaiotta, solicitó la condena de todos los imputados a penas que, en conjunto, ascendían a unos quinientos años de cárcel. El 28 de mayo siguiente, el Tribunal, presidido por Renato Viale, condenó a ciento doce de los ciento dieciocho imputados, seis fueron absueltos, a penas que iban de unos pocos meses a ocho años de reclusión. Mientras tanto, la comisión para la custodia de la gestión del Casino, presidida por el magistrado de Casación Domenico Riccomanno, había procedido a la elección de las dos sociedades privadas, la Flowers Paradise, del conde Giorgio Borletti, y la SIT, del ingeniero Michele Merlo, que habrían de contender por la licitación para la gestión de la Casa de Juego. En el mes de octubre, la Comuna adquirió de la ATA de Bertolini la marca del Festival de la Canción al precio de 84 millones, mientras en el mismo periodo la Iglesia Rusa se declaraba propiedad de la Comunidad de refugiados rusos, constituida en 1961.
El 22 de enero de 1983, en la sala Fiorentina del Palazzo Bellevue, el magistrado Riccomanno proclamó la adjudicación del contrato del Casino a la sociedad del conde Borletti, que había ofrecido 18 mil 650 millones de liras al año, contra los 21 mil millones ofrecidos por el ingeniero Merlo. A pesar de que hubiera ofrecido mucho menos, Borletti fue adjudicado porque la oferta de Merlo había superado en 20 millones el techo máximo establecido, que ascendía a 20 mil 980 millones de liras. Poco después de la adjudicación del contrato a Borletti, Merlo presenta un recurso contra el resultado de la licitación, mientras que Borletti, ya que la Junta tardaba en entregarle las llaves de la Casa de Juego, pedía y obtenía una medida cautelar, el secuestro judicial del Casino. Después de varios meses, transcurridos entre recursos a la magistratura y opiniones de expertos, el 9 de agosto de 1983 se realizó una reunión en el estudio del presidente del Tribunal de San Remo, Viale, en presencia del conde Borletti, del ingeniero Merlo y del alcalde Vento, en el curso de la cual Borletti renunció definitivamente a la gestión la Casa de Juego, dejando vía libre a Merlo. Faltaba, entonces, tan sólo el beneplácito del ministro del Interior, Oscar Luigi Scalfaro, que, sin embargo, no tomó ninguna decisión, enviando, de hecho, a los magistrados milaneses que indagaban sobre el Casino, un largo informe que recogía todas las sospechas de corrupción y mafia que recaían sobre el ingeniero Merlo. En el mes de noviembre, los magistrados milaneses dispusieron la detención del ingeniero Merlo, de los componentes la comisión encargada de la licitación de la Casa de Juego, Andreaggi y Accinelli, del alcalde Vento, de los concejales Tommasini, Ligato, Covini y Cavalli, y del líder de la DC y concejal regional Giovanni Parodi, mientras que los concejales Giuliano y Carella lograron evitar el arresto. A continuación, los magistrados milaneses emitieron, también, una orden de captura contra el empresario Augusto Poletti, amigo íntimo de Merlo, y pidieron a la Cámara de los Diputados el permiso de proceder contra el democristiano Manfredo Manfredi, que se ostentaba entonces el cargo de subsecretario del Tesoro, por violación de la ley sobre la financiación pública de los partidos. A fines de diciembre, en la ola del justicialismo a ultranza, fue incluso arrestado el alcalde de Imperia, Scajola, luego absuelto de todos los cargos por no haber sido encontrado ningún elemento de culpabilidad en su contra. Algunos meses después, en mayo de 1984, el juez instructor de Milán dispuso, también, la detención del abogado de Merlo, Aldo Ferraro; mientras que el 15 de enero de 1985 habría de ser, a su vez, arrestado el conde Borletti.
En diciembre de 1983, el ministerio del Interior, constatada la situación de la Junta a causa de las numerosas detenciones del mes de noviembre, disuelve el Consejo Comunal y nombra comisaria interina, para los asuntos urgentes, a la funcionaria de la Prefectura de Imperia, Enrichetta Stefanolo, a la cual sustituyó poco después el comisario extraordinario Bruno Pastorella, que, asistido por el subcomisario Gabriele Perreca, se hizo cargo de la Administración Comunal hasta las elecciones de junio de 1984. En los primeros meses de 1984, Pastorella aprueba el plan detallado para las obras en tierra de Portosole. En el mes de diciembre de 1983, el ministro del Interior Scalfaro nombró, además, al doctor Ignazio Mongini comisario prefectoral del Casino, mientras el honorable Emidio Revelli venía encargado de la DC de ver si fuese posible proceder a un reordenamiento de la mayoría en el Consejo, o, en el caso contrario, de organizar al partido en vista de las elecciones anticipadas previstas para el mes de junio del año siguiente. Las elecciones del junio de 1984, vieron una vez más la afirmación de la DC, que obtuvo 13 mil votos y catorce consejeros, contra los diez consejeros elegidos para el PCI, mientras la lista independiente de Nueva San Remo consigue nuevamente un discreto éxito al obtener cinco consejeros. En septiembre de 1984, el Consejo Comunal eligió alcalde al democristiano Leone Pippione, que lanzó una Junta formada por sus compañeros de partido Guido Goya en Turismo, Bruno Giri en Urbanismo, Stefano Asseretto en Floricultura y Antonio Sindoni en Patrimonio, al republicano Raffaele Canessa, que era también vicealcalde, a los Trabajos Públicos, al socialista Carlo Conti a los Servicios Sociales, al socialdemócrata Franco Solerio a la Policía Urbana y al liberal Ulderico Sottocasa en Estados Financieros. El 27 de diciembre de 1984, finalmente, San Remo fue declarada zona sísmica por los expertos ministeriales, que obtuvieron, también, el resultado de bloquear definitivamente el sector inmobiliario, entonces ya en plena crisis desde hacía varios años, después del boom de los años Cincuenta y Sesenta.
En julio de 1986, Pippione presentó su dimisión y fue reelegido al cargo de alcalde al frente de una Junta que vio la entrada del socialista Carlo Conti en calidad de vicealcalde y asesor para Trabajos Públicos, del democristiano Gian Marco Cassini en Turismo, en lugar de Guido Goya, y de los dos democristianos Agostino Carnevale y Andrea Gorlero, mientras los republicanos pasaban a la oposición. En octubre de 1987, Pippione dimitió nuevamente y fue, luego, reelecto para un tercer mandato que duró hasta las elecciones administrativas de mayo de 1989, que vieron una vez más afirmarse a la DC como partido de mayoría relativa. En septiembre, Pippione asumió por cuarta vez el cargo de alcalde, que ocupó hasta mayo de 1990. De mayo de 1990 a julio del mismo año, hizo las funciones de alcalde Antonio Sindoni, hasta que fue elegido alcalde el democristiano Onorato Lanza, que estuvo al frente de la Administración Comunal por dos mandatos consecutivos hasta agosto de 1992. El 13 de octubre de 1990 fue inaugurada la nueva sede del Mercado de las flores, constituida por una gran estructura situada en Valle Armea, empezada a construir en 1981 y definitivamente acabada en 1992. En agosto de 1992 fue elegido alcalde Raffaele Canessa, que quedó al frente de la Comuna hasta mayo de 1993, cuando el prefecto de Imperia, Giuseppe Piccolo, disolvió el Consejo Comunal para «manifiesta incapacidad», nombrando en el mismo tiempo como comisario extraordinario a Elio Priore, asistido por Elio Landolfi en calidad de subcomisario. El 21 de noviembre de 1993, se llevó a cabo la primera ronda de las nuevas elecciones administrativas que contemplaba la elección dirigida del alcalde. Obtuvieron el mayor número de sufragios el exponente de la Liga Norte, Davide Oddo, y el líder de Sanremo Insieme, Luigi Ivaldi. En la siguiente ronda de balotaje, celebrada el 5 de diciembre de 1993, Oddo prevaleció sobre Ivaldi, que era apoyado por los grupos de centro-izquierda. Oddo dirigió la Administración Cívica hasta abril de 1995, cuando, después de una crisis en el interior del Consejo Comunal, 17 consejeros sobre 30 presentaron en bloque su dimisión, induciendo a que, el 12 mayo siguiente, el presidente de la República, Scalfaro, disolviera el Consejo Comunal, nombrando en el mismo tiempo comisario extraordinario para la gestión provisional de la Comuna de San Remo a Pasquale Gioffré, al cual sucedió el mes siguiente el exprefecto de Imperia, Giuseppe Piccolo, asistido por el subcomisario Landolfi.
El 19 de noviembre de 1995, se realizó la primera ronda de las elecciones administrativas, que vieron ir al balotaje al candidato del Polo de las Libertades (Fuerza Italia, Alianza Nacional, CCD y CDU) Giovenale Bottini, y el de centro-izquierda Andrea Gorlero. En el balotaje del 3 diciembre, se impuso con amplio margen Bottini, que lanzó una Junta compuesta especialmente de Giovanni Berrino, en calidad de vicealcalde y concejal de Presupuesto, Patrimonio y Finanzas, Antonio Bissolotti en Turismo y Eventos, Giuseppe Cugge en Trabajos públicos, Vincenzo Lanteri en la Seguridad social, Franco Erasmi en Urbanismo, y Claudio Bagnoli en Floricultura y Actividades productivas. Entre las importantes iniciativas adoptadas por las administraciones comunales en los primeros años noventa, reviste particular relevancia la apertura al tráfico, en 1994, del Aurelia Bis en el tramo de Valle Armea al barrio Santo Martino, que, luego se extendió hasta el Hospital Civil en 1997, que se constituiría en una alternativa válida a la Aurelia, cada vez más congestionada por el tráfico vehicular. Los últimos años del siglo XX, registran, también, un evento extremadamente trágico para la ciudad: el aluvión del 30 de septiembre de 1998, que provocó una víctima, Maria Lisa Lupi, muerta por una oleada de agua y lodo en la calle Duque degli Abruzzi, y daños a los bienes muebles e inmuebles valorados en cientos de millones de liras. El 16 de abril de 2000, se está realizó una nueva vuelta de consultas administrativas para la elección del alcalde y la renovación del Consejo Comunal. Las elecciones resultan en una aplastante victoria del alcalde, Giovenale Bottini, al frente de una coalición de centro-derecha, formada por Forza Italia, Alianza Nacional, CCD y Liga Norte, que impuesto con el 71,7% de los sufragios contra el 14,5 de la candidata de los DS, SDI, Refundación comunista y Comunista italianos, Stefania Russo, el 12,3 de Daniela Cassini, apoyada de Demócratas, PPI, Verdes y de la Lista cívica Sanremo Insieme, y el 1,5 de la candidata de Alianza monárquica, Rosella Amoroso. Por tanto, la nueva Junta estaba compuesta por los reconfirmados Berrino, que mantuvo, también, el cargo de vicealcalde, en Presupuesto y Tributos, Bissolotti en Turismo, Lanteri en Políticas sociales y Bagnoli en Desarrollo económico, y de los nuevos concejales Giorgio Silvano en Trabajos públicos, Mario Ferrandini en Urbanismo, Franco Solerio en Personal, Antonio Sindoni en Patrimonio y Servicios demográficos, Carlo Alberto Nebbia Colomba en Calidad de vida y Marco Lupi en Defensa del suelo, Reorganización hidrogeológica y Reportes con órganos de descentralización y fraccionamientos. A las puertas del tercer milenio, la ciudad parecía en recuperación y miraba al futuro con optimismo, confiando en sus indiscutibles potencialidades como centro turístico de vanguardia, al grado de afrontar adecuadamente los desafiantes retos de la nueva era tecnológica y multiétnica".
Lista de los 13 comisionados, que se alternaron en la dirección corporativa hasta 2001.
Dr. Umberto Lucchese, 1 de julio de 1992.
Dra. Erminia Rosa Cesari, sub, 1 de abril de 1993.
Dr. Armando Levante, 23 de septiembre de 1993.
Dr. Francesco Paolo Di Bari, 1 de noviembre de 1993.
Dr. Filippo Fiorello, 24 de octubre de 1994.
Biagio De Girolamo, 10 de abril de 1997.
Dr. Umberto Calandrella, 15 de mayo de 1997.
Dra. Nicoletta Frediani, sub, 28 de julio de 1997.
Dr. Camillo Andreana, sub, 4 de septiembre de 1997.
Dr. Camillo Andreana, 15 de mayo de 1998.
Dr. Claudio Sammartino, sub, 10 de noviembre de 1999.
Dr. Carmelo Monsignore, 10 de noviembre de 1999.
Dr. Cosimo Macrì, 2 de enero de 2001.
El 18 de septiembre de 2001, la Comuna de San Remo (80%) y la Provincia de Imperia (20%), constituyeron “Casinò Spa”, destinada a la gestión de la casa de juego.
El 1 de diciembre de 2001 tuvo lugar el cambio de mando entre el comisionado Cosimo Macrì y el Administrador Delegado Fermo Martinelli.
Para el Casino de San Remo empieza una nueva era. Se supera la gestión comisionarial, que había durado ininterrumpidamente desde 1992 (la participación mafiosa de la familia Santapaola es evidente, más interesada en la casa de juego que en las ganancias, sobre todo para el lavado de dinero) y la gestión se pasa a una sociedad más transparente, de derecho privado, pero con capital público.
Actualmente, Casinò Spa tiene como único socio a la Comuna de San Remo (100%). La denominación correcta resulta, por lo tanto, la siguiente: Casinò Spa Socio Unico.

## Galería de imágenes
|                                               |
| El Casino de San Remo en una imagen del 2003. |

|                                                                 |
| El Casino de San Remo, poco después de la inauguración de 1905. |

|                                 |
| Fachada del Casino de San Remo. |

## Películas filmadas en el Casino de San Remo
- 1983: Al bar dello sport de Francesco Massaro
- 1984: A tu per tu de Sergio Corbucci
- 1992: Infelici e contenti de Neri Parenti
- 2017: Fortunata de Sergio Castellitto

## Otros proyectos
- Multimedia en Commons.